# Patti Page
Patti Page (* 8. November 1927 in Claremore, Oklahoma; † 1. Januar 2013 in Encinitas, Kalifornien; eigentlich Clara Ann Fowler) war eine mit dem Grammy ausgezeichnete US-amerikanische Country- und Pop-Sängerin, die 1951 mit dem Hit Tennessee Waltz ihren größten Erfolg hatte. Sie gilt als erfolgreichste Sängerin der 1950er Jahre in den USA mit über 100 Millionen verkauften Schallplatten.

## Anfänge
Ann Fowler entstammte einer kinderreichen Familie. Sie wurde in Claremore in Oklahoma geboren (andere Quellen nennen Muskogee), wuchs in Tulsa auf und sang im Kirchenchor. Mit zwei Schwestern trat sie später unter dem Namen Fowler Sisters auf. Mitte der 1940er Jahre arbeitete sie für den Radiosender KTUL. Als die Sängerin einer von der Page Milk Company gesponserten Radioshow, die sich Patti Page nannte, den Sender verließ, übernahm Ann Fowler die Rolle und den Namen, den sie von da an behielt. Der Bandleader Jack Rael entdeckte sie im Radio und wurde ihr Manager. 1947 erhielt sie einen Schallplattenvertrag von Mercury Records. Ein Jahr später trat sie mit den Jazzmusikern Benny Goodman, Teddy Wilson, Wardell Gray und Stan Hasselgård auf und hatte mit Confess von George David Weiss und Bennie Benjamin ihren ersten Top-20-Hit. Da sie die Produktion selbst zahlen mussten und sich keine Hintergrundsänger leisten konnten, wurden mehrere von ihr eingesungene Stimmen übereinandergelegt. Damit war Patti Page die erste, die das Overdubbing in die Popmusik einführte.

## Karriere
Nach weiteren Erfolgen, darunter der Nummer-eins-Hit All My Love, gelang ihr 1950 mit Tennessee Waltz der vierte Millionenseller. Pee Wee King hatte kurz zuvor mit dem von ihm gemeinsam mit Redd Stewart geschriebenen Song einen Country-Hit gehabt. Patti Page schaffte den Crossover in den Pop-Markt. Tennessee Waltz hielt sich 13 Wochen auf Platz eins und wurde zu einem der größten Hits der 1950er Jahre. Insgesamt wurden mehr als zehn Millionen Schallplatten von dem Lied verkauft.
In den folgenden Jahren war sie häufig in den Popcharts vertreten. Mit (How Much Is That) Doggie in the Window konnte sie sich 1953 noch einmal auf Rang eins platzieren. Weitere große Hits waren Go On with the Wedding (1956), Allegheny Moon (1956), Old Cape Cod (1957), Left Right out of Your Heart (1958), Go On Home (1952) und Hush, Hush Sweet Charlotte (1965). Ab 1958 hatte sie ihre eigene Fernsehshow, die Patti Page Show. Gelegentlich trat sie auch als Schauspielerin in Erscheinung, so 1960 in dem oscarprämierten Film Elmer Gantry und zwei Jahre später in der Komödie Sexy!.
Ab Ende der 1960er Jahre ließen ihre Platzierungen in den Popcharts nach. Sie wechselte zur Country-Musik, wo sie noch einige Jahre lang mittlere Hits verbuchen konnte. Ihren letzten Charterfolg hatte sie 1981 mit No Aces. 1997 gab Page anlässlich ihres 50-jährigen Jubiläums im Musikbusiness ein Konzert in der New Yorker Carnegie Hall. Für die CD Patti Page Live at Carnegie Hall – the 50th Anniversary Concert wurde sie mit einem Grammy ausgezeichnet. Patti Page veröffentlichte 40 Alben und über 100 Singles.
Patti Page trat bis 2012 mit musikalischen Darbietungen öffentlich auf. Sie starb am Neujahrstag 2013 in Encinitas im Alter von 85 Jahren. Der Grammy Lifetime Achievement Award wurde ihr posthum verliehen. Im Mai 2015 eröffnete die Ausstellung Patti Page Exhibit im Claremore History Museum (MoH) in ihrer Geburtsstadt in Oklahoma.

## Diskografie

### Alben
| Jahr | Titel                       | Höchstplatzierung, Gesamtwochen, AuszeichnungChartplatzierungen (Jahr, Titel, Platzierungen, Wochen, Auszeichnungen, Anmerkungen) | Höchstplatzierung, Gesamtwochen, AuszeichnungChartplatzierungen (Jahr, Titel, Platzierungen, Wochen, Auszeichnungen, Anmerkungen) | Anmerkungen |
| Jahr | Titel                       | US | Country | Anmerkungen |
| ---- | --------------------------- | --- | --- | ----------- |
| 1962 | Golden Hits Of The Boys     | US115 (5 Wo.)US | — |             |
| 1963 | Say Wonderful Things        | US83 (6 Wo.)US | — |             |
| 1965 | Hush, Hush, Sweet Charlotte | US27 (26 Wo.)US | — |             |
| 1968 | Gentle On My Mind           | US168 (6 Wo.)US | — |             |
| 1971 | I’d Rather Be Sorry         | — | Country37 (5 Wo.)Country |             |

grau schraffiert: keine Chartdaten aus diesem Jahr verfügbar
Weitere Alben
- 1955: Christmas With Patti Page
- 1956: Just a Closer Walk with Thee
- 1957: Patti Page Live at Carnegie Hall

### Singles
| Jahr | Titel Album                                                                 | Höchstplatzierung, Gesamtwochen, AuszeichnungChartplatzierungen (Jahr, Titel, Album, Platzierungen, Wochen, Auszeichnungen, Anmerkungen) | Höchstplatzierung, Gesamtwochen, AuszeichnungChartplatzierungen (Jahr, Titel, Album, Platzierungen, Wochen, Auszeichnungen, Anmerkungen) | Höchstplatzierung, Gesamtwochen, AuszeichnungChartplatzierungen (Jahr, Titel, Album, Platzierungen, Wochen, Auszeichnungen, Anmerkungen) | Anmerkungen                             |
| Jahr | Titel Album                                                                 | UK | US | Country | Anmerkungen                             |
| ---- | --------------------------------------------------------------------------- | --- | --- | --- | --------------------------------------- |
| 1948 | Confess Patti Page                                                          | — | US20 (6 Wo.)US | — |                                         |
| 1949 | So in Love –                                                                | — | US28 (1 Wo.)US | — |                                         |
| 1950 | With My Eyes Wide Open I’m Dreaming Patti Page                              | — | US13 (11 Wo.)US | — | als The Patti Page Quartet              |
| 1950 | All My Love (Bolero) Patti Page                                             | — | US2 (22 Wo.)US | — |                                         |
| 1950 | The Tennessee Waltz Tennessee Waltz And Other Famous Hits                   | — | US1 (25 Wo.)US | Country5 (6 Wo.)Country | 13 Wochen auf Platz 1 der Billboard 100 |
| 1951 | Would I Love You (Love You, Love You) Tennessee Waltz And Other Famous Hits | — | US7 (17 Wo.)US | — |                                         |
| 1951 | Mockin’ Bird Hill Tennessee Waltz And Other Famous Hits                     | — | US3 (22 Wo.)US | — |                                         |
| 1951 | Down the Trail of Achin’ Hearts Tennessee Waltz And Other Famous Hits       | — | US29 (1 Wo.)US | — |                                         |
| 1951 | Ever True Ever More –                                                       | — | US27 (1 Wo.)US | — |                                         |
| 1951 | Mister and Mississippi Tennessee Waltz And Other Famous Hits                | — | US9 (13 Wo.)US | — |                                         |
| 1951 | These Things I Offer You Tennessee Waltz And Other Famous Hits              | — | US28 (2 Wo.)US | — |                                         |
| 1951 | Detour Folk Song Favorites                                                  | — | US12 (14 Wo.)US | — |                                         |
| 1951 | And So to Sleep Again Tennessee Waltz And Other Famous Hits                 | — | US10 (13 Wo.)US | — |                                         |
| 1952 | Come What May Tennessee Waltz And Other Famous Hits                         | — | US11 (11 Wo.)US | — |                                         |
| 1952 | Whispering Winds The Waltz Queen                                            | — | US18 (7 Wo.)US | — |                                         |
| 1952 | Once in a While –                                                           | — | US24 (5 Wo.)US | — |                                         |
| 1952 | I Went to Your Wedding –                                                    | — | US1 (21 Wo.)US | — |                                         |
| 1952 | You Belong to Me –                                                          | — | US9 (14 Wo.)US | — |                                         |
| 1952 | Why Don’t You Believe Me My Songs                                           | — | US11 (9 Wo.)US | — |                                         |
| 1953 | (How Much Is That) Doggie in the Window? –                                  | UK9 (5 Wo.)UK | US1 (21 Wo.)US | — |                                         |
| 1953 | Butterflies –                                                               | — | US17 (1 Wo.)US | — |                                         |
| 1953 | Changing Partners The Voices Of Patti Page                                  | — | US4 (19 Wo.)US | — |                                         |
| 1954 | Cross Over the Bridge My Songs                                              | — | US3 (19 Wo.)US | — |                                         |
| 1954 | Steam Heat The Waltz Queen                                                  | — | US15 (8 Wo.)US | — |                                         |
| 1954 | What a Dream –                                                              | — | US18 (11 Wo.)US | — |                                         |
| 1954 | I Cried –                                                                   | — | US26 (3 Wo.)US | — |                                         |
| 1954 | The Mama Doll Song –                                                        | — | US24 (3 Wo.)US | — |                                         |
| 1954 | Let Me Go, Lover! –                                                         | — | US24 (6 Wo.)US | — |                                         |
| 1955 | Croce Di Oro (Cross of Gold) The Waltz Queen                                | — | US16 (14 Wo.)US | — |                                         |
| 1956 | Go On With The Wedding –                                                    | — | US11 (14 Wo.)US | — |                                         |
| 1956 | My First Formal Gown –                                                      | — | US80 (4 Wo.)US | — |                                         |
| 1956 | Too Young To Go Steady –                                                    | — | US73 (3 Wo.)US | — |                                         |
| 1956 | Allegheny Moon –                                                            | — | US2 (27 Wo.)US | — |                                         |
| 1956 | The Strangest Romance –                                                     | — | US93 (1 Wo.)US | — |                                         |
| 1956 | Mama From The Train –                                                       | — | US11 (17 Wo.)US | — |                                         |
| 1956 | Every Time (I Feel His Spirit) –                                            | — | US87 (1 Wo.)US | — |                                         |
| 1957 | Repeat After Me Manhattan Tower                                             | — | US53 (5 Wo.)US | — |                                         |
| 1957 | A Poor Man’s Roses (Or A Rich Man’s Gold) –                                 | — | US27 (12 Wo.)US | — |                                         |
| 1957 | The Wall –                                                                  | — | US43 (6 Wo.)US | — |                                         |
| 1957 | Old Cape Cod –                                                              | — | US7 (23 Wo.)US | — |                                         |
| 1957 | Wondering –                                                                 | — | US35 (6 Wo.)US | — |                                         |
| 1957 | I’ll Remember Today –                                                       | — | US32 (14 Wo.)US | — |                                         |
| 1958 | Belonging To Someone –                                                      | — | US34 (13 Wo.)US | — |                                         |
| 1958 | Another Time, Another Place –                                               | — | US81 (3 Wo.)US | — |                                         |
| 1958 | Left Right Out Of Your Heart (Hi Lee Hi Lo Hi Lup Up Up) –                  | — | US13 (12 Wo.)US | — |                                         |
| 1958 | Fibbin’ –                                                                   | — | US39 (9 Wo.)US | — |                                         |
| 1959 | Trust In Me –                                                               | — | US43 (9 Wo.)US | — |                                         |
| 1959 | The Walls Have Ears –                                                       | — | US77 (4 Wo.)US | — |                                         |
| 1959 | With My Eyes Wide Open I’m Dreaming Blue Dream Street                       | — | US59 (7 Wo.)US | — |                                         |
| 1959 | Goodbye Charlie –                                                           | — | US90 (3 Wo.)US | — |                                         |
| 1959 | The Sound Of Music –                                                        | — | US90 (3 Wo.)US | — |                                         |
| 1960 | Two Thousand, Two Hundred, Twenty-Three Miles –                             | — | US67 (2 Wo.)US | — |                                         |
| 1960 | One Of Us (Will Weep Tonight) –                                             | — | US31 (14 Wo.)US | — |                                         |
| 1960 | I Wish I’d Never Been Born –                                                | — | US52 (7 Wo.)US | — |                                         |
| 1960 | Don’t Read The Letter –                                                     | — | US65 (4 Wo.)US | — |                                         |
| 1960 | Mom And Dad’s Waltz –                                                       | — | US58 (6 Wo.)US | Country21 (3 Wo.)Country |                                         |
| 1961 | A City Girl Stole My Country Boy The Singing Rage Patti Page                | — | US90 (1 Wo.)US | — |                                         |
| 1961 | You’ll Answer To Me –                                                       | — | US46 (6 Wo.)US | — |                                         |
| 1961 | Broken Heart And A Pillow Filled With Tears –                               | — | US91 (4 Wo.)US | — |                                         |
| 1961 | Go On Home –                                                                | — | US42 (8 Wo.)US | Country13 (15 Wo.)Country |                                         |
| 1962 | Most People Get Married –                                                   | — | US27 (8 Wo.)US | — |                                         |
| 1962 | The Boys’ Night Out –                                                       | — | US49 (9 Wo.)US | — |                                         |
| 1963 | Pretty Boy Lonely –                                                         | — | US98 (1 Wo.)US | — |                                         |
| 1963 | Say Wonderful Things                                                        | — | US81 (7 Wo.)US | — |                                         |
| 1965 | Hush, Hush, Sweet Charlotte                                                 | — | US8 (14 Wo.)US | — |                                         |
| 1965 | You Can’t Be True, Dear –                                                   | — | US94 (2 Wo.)US | — |                                         |
| 1968 | Gentle On My Mind Today My Way                                              | — | US66 (16 Wo.)US | — |                                         |
| 1968 | Little Green Apples Gentle on My Mind                                       | — | US96 (2 Wo.)US | — |                                         |
| 1970 | I Wish I Had A Mommy Like You –                                             | — | — | Country22 (10 Wo.)Country |                                         |
| 1971 | Think Again/A Woman Left Lonely –                                           | — | — | Country39 (3 Wo.)Country |                                         |
| 1971 | Give Him Love I’d Rather Be Sorry                                           | — | — | Country24 (10 Wo.)Country |                                         |
| 1971 | I’d Rather Be Sorry                                                         | — | — | Country63 (4 Wo.)Country |                                         |
| 1971 | Make Me Your Kind Of Woman I’d Rather Be Sorry                              | — | — | Country37 (8 Wo.)Country |                                         |
| 1971 | Think Again –                                                               | — | — | Country38 (6 Wo.)Country |                                         |
| 1973 | Hello We’re Lonely –                                                        | — | — | Country14 (12 Wo.)Country |                                         |
| 1973 | I Can’t Sit Still –                                                         | — | — | Country42 (11 Wo.)Country |                                         |
| 1973 | You’re Gonna Hurt Me (One More Time) –                                      | — | — | Country29 (11 Wo.)Country |                                         |
| 1974 | Someone Came To See Me (In The Middle Of The Night) –                       | — | — | Country59 (7 Wo.)Country |                                         |
| 1974 | I May Not Be Lovin’ You –                                                   | — | — | Country70 (7 Wo.)Country |                                         |
| 1975 | Less Than The Song –                                                        | — | — | Country67 (7 Wo.)Country |                                         |
| 1981 | A Poor Man’s Roses –                                                        | — | — | Country66 (4 Wo.)Country | Wiederveröffentlichung/Re-Recording     |
| 1981 | No Aces –                                                                   | — | — | Country39 (8 Wo.)Country |                                         |
| 1981 | On The Inside –                                                             | — | — | Country76 (2 Wo.)Country |                                         |
| 1982 | My Man Friday –                                                             | — | — | Country80 (4 Wo.)Country |                                         |

grau schraffiert: keine Chartdaten aus diesem Jahr verfügbar
Weitere Singles
- 1949: Money, Marbles and Chalk
- 1949: I’ll Keep the Love Light Burning (In My Heart)
- 1950: I Don’t Care If the Sun Don’t Shine
- 1952: Retreat (Cries My Heart)
- 1952: Conquest (Why Don’t You Believe Me)
- 1953: My Jealous Eyes (My Songs)
- 1953: Now That I’m in Love (My Songs)
- 1953: Oo! What You Do to Me (My Songs)
- 1953: This Is My Song (This Is My Song)
- 1955: Keep Me in Mind
- 1963: Just a Simple Melody
- 1963: I’m Walkin’
- 1964: I Adore You (Love After Midnight)
- 1966: Custody
- 1966: Till You Come Back to Me
- 1966: Almost Persuaded
- 1968: Stand by Your Man